# 820 TCN
820 TCN là một năm trong lịch La Mã.